# Aldeanueva de la Serrezuela
Aldeanueva de la Serrezuela is een gemeente in de Spaanse provincie Segovia in de regio Castilië en León met een oppervlakte van 20,39 km². Aldeanueva de la Serrezuela telt 55 inwoners (1 januari 2016).

## Demografische ontwikkeling
Bron: INE, 1857-2011: volkstellingen